# Толстая Ганна Іванівна
Графиня Ганна Іванівна Толстая (до шлюбу княжна Барятинська; нар. 5 грудня 1772 — пом. 12 квітня 1825) — сестра дійсного камергера князя Івана Барятинського, дружина гофмаршала Миколи Толстого; близька приятелька імператриці Єлизавети Олексіївни та мемуаристики графині Варвари Головіної.

## Життєпис
Дочка князя Івана Сергійовича Барятинського (1738—1811), посла в Парижі, і принцеси Катерини Петрівни (1750—1811) з Ольденбурзької династії. За відомостями великого князя Миколи Михайловича, роком народження є 1774 рік. В інших джерелах вказується, що вона народилася 1772 року. Підтвердження цьому можна знайти в листуванні князя А. Б. Куракіна, один з кореспондентів повідомляв йому 8 грудня 1772 року з Петербурга, що «новонароджена дочка князя Івана Барятинського названа ім'ям Анна».
Виховувалася разом з єдиним братом Іваном у матері в Петербурзі, що жила окремо від чоловіка. Княгиня Барятинська займала високе положення у дворянському суспільстві, потрапити до її будинку вважалося великою честю, до того ж багатство дозволяло їй жити широко і пишно. Поет Іван Долгоруков був частим гостем княгині Барятинської, він брав участь в її домашніх спектаклях і доглядав за її дочкою Ганною. Пізніше у своєму нарисі про княгиню Барятинську він писав:
|  | Дочка її була мила і скромна дівчина; виходячи з різних припущень, можна було думати, що принцеса не противились б моєму з нею з'єднанню, але я не смів ніколи про те й подумати, з надзвичайного стану наших фортун. Вона була багата, я бідний. Такі союзи ніколи не починаються з успіхом, і все моє знайомство в цьому будинку почалося і закінчилося театром. |

У 1787 році Ганна Іванівна стала дружиною графа Миколи Олександровича Толстого (1765—1816). У 1789 році вони виїхали за кордон. За кілька років чета Толстих відвідали німецькі землі, Італію, Швейцарію, Францію. Ганна Іванівна залишила про цю подорож досить докладні записки, написані французькою мовою. У них вона зафіксувала як побутові подробиці, так і описи пам'яток та особисті враження.
З призначенням у травні 1793 року графа Толстого камергером при великому князі Олександру Павловичу, Ганна Іванівна була представлена до двору. Красива і симпатична, але за свідченням своєї родички графині Варвари Головіної, при цьому сором'язлива і мовчазна. Так, графиня Толстая швидко стала членом самого інтимного гуртка при великокнязівському дворі. З цього часу почалася тісна дружба її з юною великою княгинею Єлизаветою Олексіївною, яка називала її лагідно «la longue» (довга), бо Ганна Іванівна була дуже високого зросту.

## Особисте життя

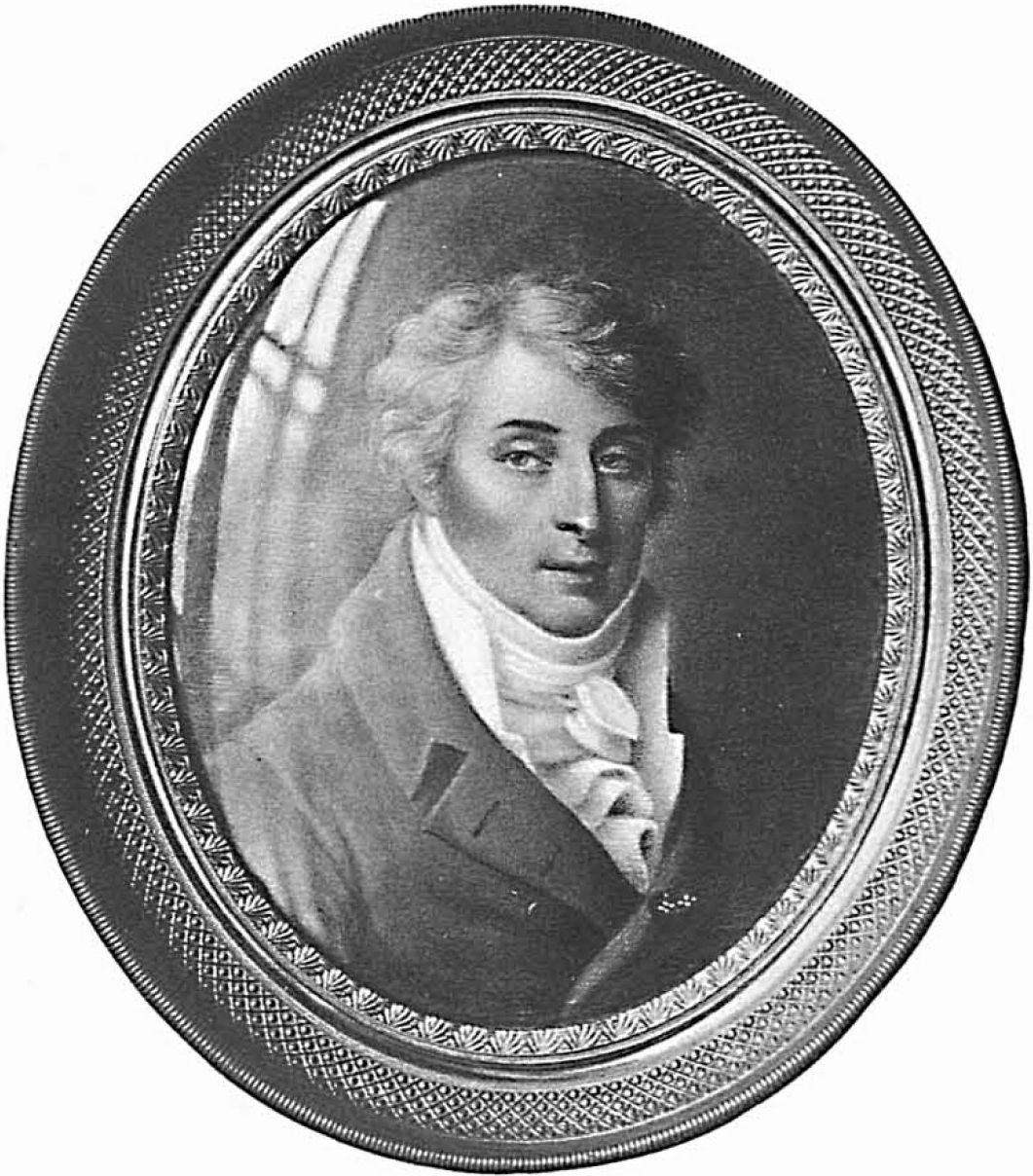
Микола Олександрович Толстой

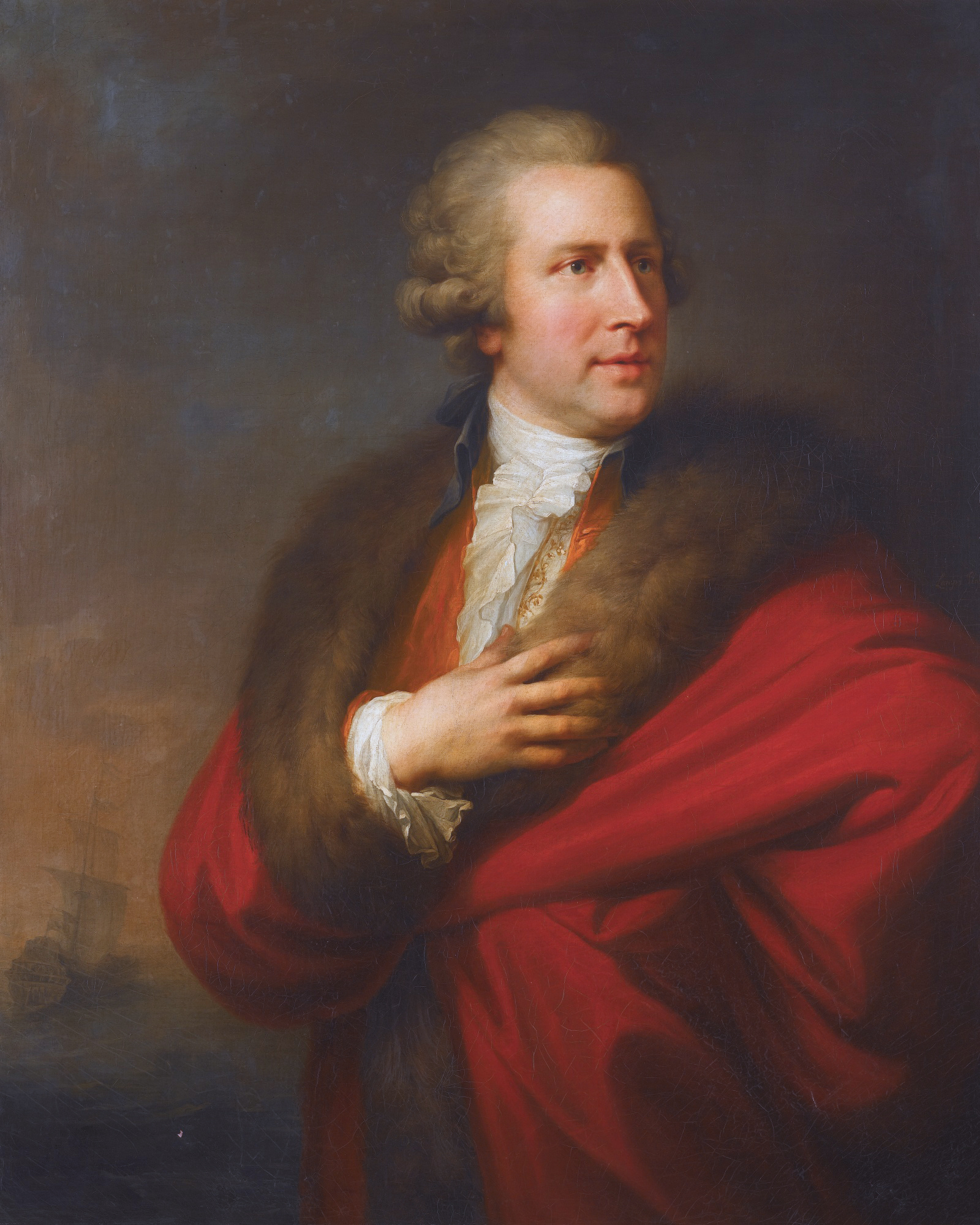
Британський посланник в Російській імперії Чарльз Вітворт, коханий Анни Іванівни Толстої.
Портрет пензля Йоганна Баптиста Лампі-старшого, після 1789 року.

Сімейне життя графині Ганни Іванівни не була щасливим. Після сильного горя, пов'язаного зі смертю в 1798 році її молодшої дочки Євдокії, між нею та чоловіком виникла суперечка. В кінці 1799 року британський посол в Російській імперії Чарльз Вітворт, який разом зі своєю коханкою Ольгою Олександрівною Жеребцовою брав участь у змові проти імператора Павла I спробував наблизитися з оточенням великого князя Олександра Павловича, якого змовники планували звести на престол замість батька. Знаючи про близькість Толстих до великокнязівського двору дипломат, за згодою своєї коханки (англ. se concertant pour cet objet з фр. — «за згодою заради цієї мети»), зав'язав бурхливий роман з Ганною Іванівною. Графиня щиро закохалася в англійського посланника, що не залишилося непоміченим її чоловіком і призвело до нових сварок між подружжям. Між тим, в результаті погіршення відносин з Великою Британією у травні 1800 року лорд Вітворт, був висланий з Російської імперії разом з усіма членами своєї місії.
Ревнощі чоловіка, при запальному і неприборканому характері, важкі домашні сцени змусили Ганну Іванівну зважитися на від'їзд. Вона пішла за коханим за кордон майже відразу після його вислання з Російської імперії. Для цього їй довелося вдатися до послуг царського камердинера Івана Павловича Кутайсова який, маючи великий вплив на государя, торгував ним через свою коханку — французьку співачку мадам Шевальє. Ті, хто бажали отримати чини, посади, привілеї або почесті платили їй, вона передавала гроші і побажання прохача камердинеру, а той, вибравши слушний момент, озвучував їх імператору. За посередництва мадам Шевальє графині Толстой з ледве вдалося виклопотати собі дозвіл імператора на від'їзд в Берлін до матері.
Там у квітні 1801 року їй стало відомо, що лорд Вітворт вступив у Лондоні в шлюб з леді Арабеллою Діаною Коуп (1767—1825). Як з'ясувалося, британський посланник був давно знайомий з цією привабливою 34-річною жінкою — дружиною, а потім вдовою свого товариша і покровителя Джона Секвілла, 3-го герцога Дорсета, який залишив їй значний статок та річний дохід 13 000 фунтів стерлінгів. Ймовірно, ще в Російській імперії, незважаючи на зв'язок з Жеребцовою, Вітворт виношував плани одруження на вдовуючій герцогині, для чого і виклопотав собі через Павла I баронський титул. Слід зауважити, що суперниця Толстой — Ольга Жеребцова також перебувала в Берліні коли стало відомо про весілля Вітворта. Це одруження, за власними словами графині «відкрила їй очі на ту безодню, до якої вона була готова кинутися», і незабаром Толстая повернулася на батьківщину до чоловіка.
Після повернення до Російської імперії вона була присутня на коронації імператора Олександра I в Москві. 22 липня 1804 року була пожалувана в кавалерственні дами ордену святої Катерини (малого хреста). Але незабаром знову виїхала за кордон вже з дітьми. Багато подорожувала по Європі, жила у Франції, роки 1806 і 1807 провела у Відні. Однак Ганна Іванівна не поривала відносин з Росією і своїх відносин з імператрицею, залишаючись її близьким другом. Листи до неї імператриці були опубліковані в 1909 році великим князем Миколою Михайловичем.
У 1807 році родина Толстих повернулося до Російської імперії. У жовтні графиня Ганна Іванівна з дочкою були представлені в  Гатчині імператриці  Марії Федорівні. Подання це пояснювалося тривалим їх відсутністю в Петербурзі. Дружба графині Толстой з французької емігранткою,  принцесою де Тарант, і спілкування із навколишнім її в Петербурзі католицьким світом зробили свою справу. Вона одна з перших перейшла в католицтво в числі багатьох жінок вищого петербурзького кола. Зміна релігії, слабке здоров'я, змушували графиню Толстую перебувати за кордоном. Вона оселилася у  Флоренції на власній віллі. Граф  Федір Головкін писав у листопаді 1816 року з Італії
|  | Коли я хочу відпочити ... я прямую до Толстих. Вони влаштувалися на околиці Флоренції, під самими гарматами цитаделі, в глибині розкішного саду, звідки, видно всі околиці. Графиня живе там зі своїм сином. У них можна знайти простий і смачний стіл, розумну бесіду, і я можу там обідати щодня. Графиня все ще дуже гарна собою, а її син, у віці тринадцяти років, гарний, як картинка ... Княгиня Гагаріна близька подруга моєї племінниці Толстой, їх пов'язує католицизм. Вони знаходяться на чолі світських дам, що відпали від православної церкви, і їх необережний запал був причиною вигнання єзуїтів з Російської імперії. Тут, де вони вільно поклоняються Римському Богу, вони дотримуються надзвичайної стриманості, а в Петербурзі вони мріяли про мучеництво, як італійки мріють про коханця. |

У грудні 1816 року в Карлсбаді помер чоловік графині Толстої. Сама вона через власний стан здоров'я приїхати до нього не змогла. Ставши удовою, графиня Толстая продовжувала жити за кордоном. Страждаючи від такої ж хвороби (раку), що і її подруга графиня Варвара Головіна, Толстая шукала порятунку між півднем Франції і Парижем.
Померла Ганна Толстая в Парижі 12/24 квітня 1825 року і була похована на кладовищі «Le Calvaire du Mont-Valerien».

## Діти
В шлюбі мала двох синів і двох доньок:
- Катерина Миколаївна (15.08.1789—11.02.1870), виховувалася поблизу двору, користувалась постійною увагою та прихильністю імператриці, перебувала в почеті графині Варвари Головіної та її дочок. Її ім'я часто зустрічається в листуванні імператриці Єлизавети Олексіївни і в записках графині Головіної і її дочки, графині Фредро. Була одружена з генерал-лейтенантом князем Костянтином Ксаверійовичем Любомирським (1786—1870), у шлюбі мала сина і шість дочок.
- Євдокія Миколаївна (1792-01.01.1798)[12], померла від віспи, похована в Олександро-Невській лаврі.
- Олександр Миколайович (21.09.1795—25.06.1866), був одружений з княгинею Анною Михайлівною Щербатовою, до шлюбу Хілковою (179?-1868); помер у Ніцці.
- Еммануїл Миколайович (20.03.1803[13]-1825), хрещений 24 квітня 1803 року в Сімеонівській церкві на Моховій, хрещеник імператриці Єлизавети Олексіївни і свого брата Олександра; похований на Волковому лютеранському кладовищі в Петербурзі.

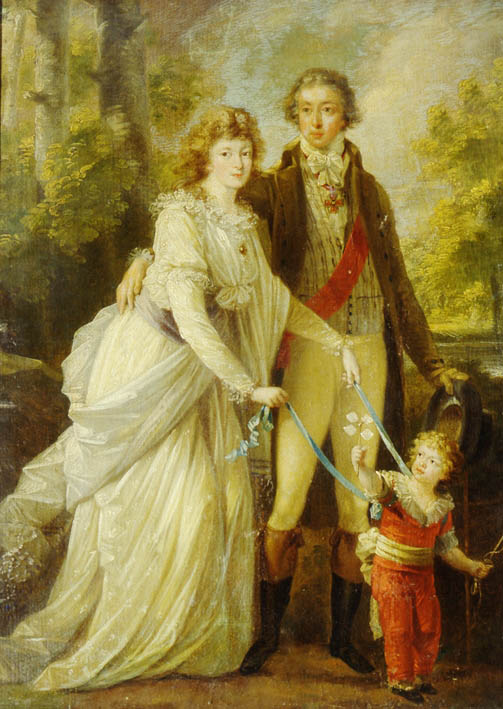
З чоловіком і сином Олександром
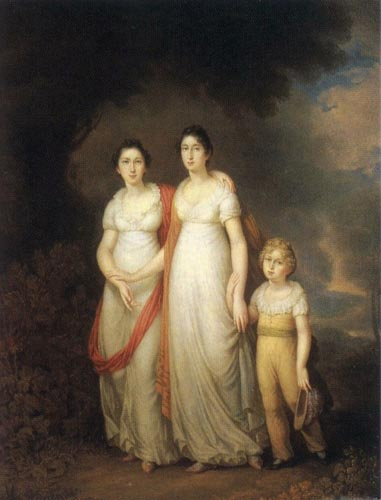
З дочкою та сином Еммануїлом
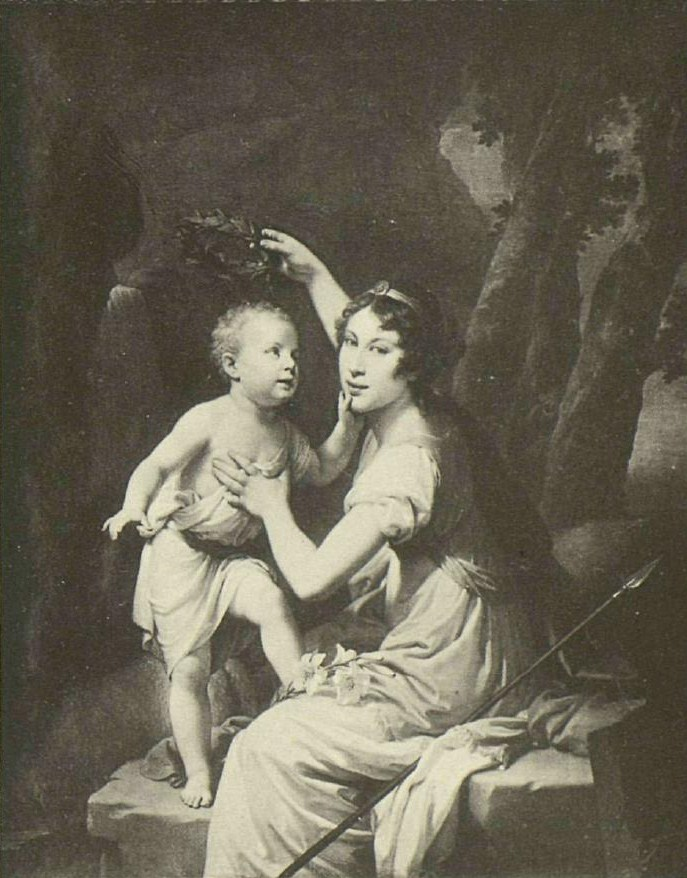
Дочка Катерина і син Еммануїл
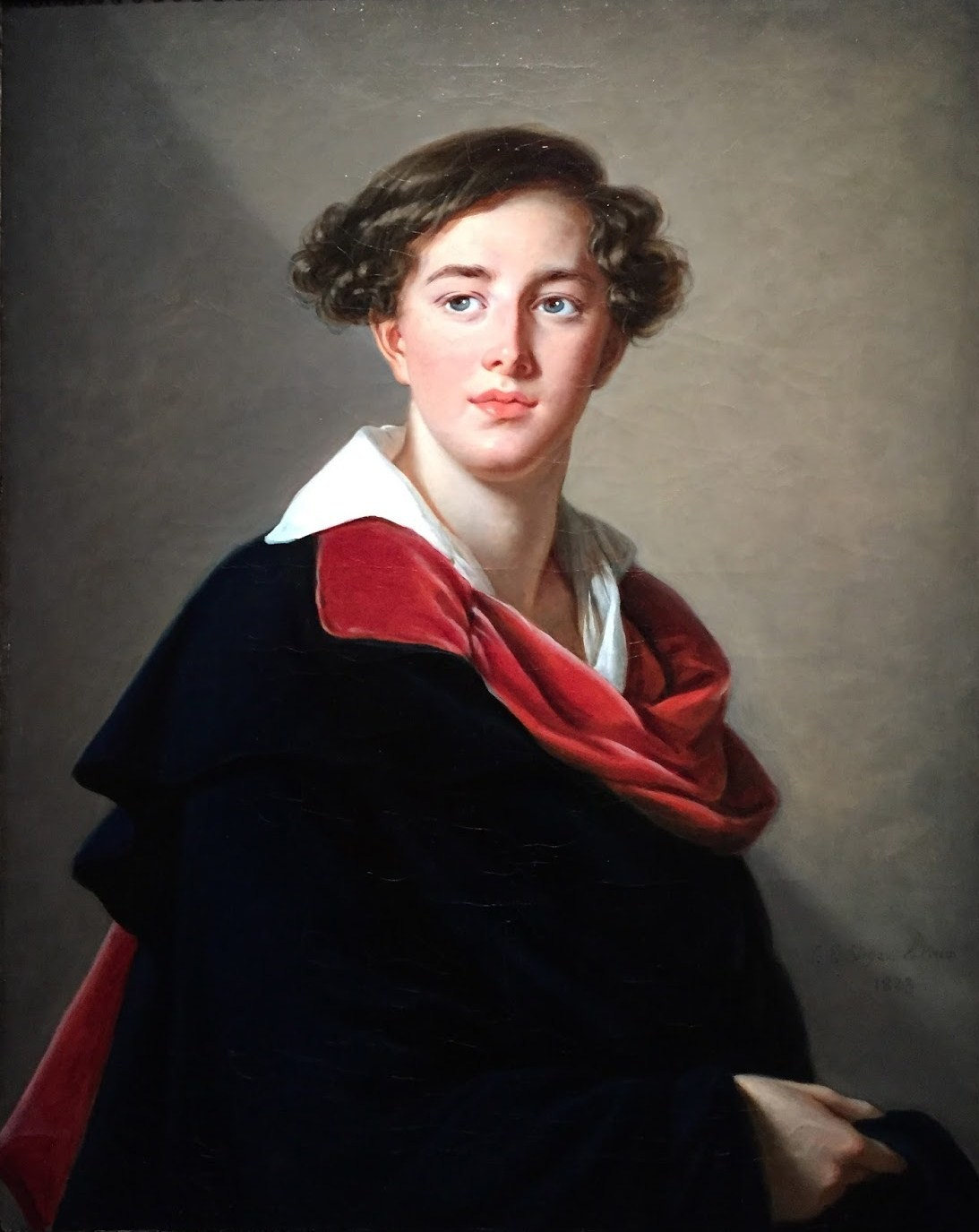
Еммануїл Товстої